# Марія Гоновська
Марія Беата Гоновська (пол. Maria Beata Honowska; 8 грудня 1924, Варшава — 7 січня 2009, Краків) — польський мовознавець, філолог і славіст, професор Ягеллонського університету, також була членом ПАН і ПАЗ. Дочка Владислава Бродовського.
Під час Варшавського повстання працювала медсестрою. Навчалася таємно у Варшавському університеті, де 1947 року здобула ступінь магістра. Була студенткою проф. Вітольда Дорошевського. 1947 року вона влаштувалася до Ягеллонського університету. З найвизначніших досягнень проф. Марії Гоновської можна виділити:
- видатні досягнення в аспектах словотворення (переважно в синхронних);
- морфологія слов'янських мов, як в синхронному, так і в діахронічному аспекті;
- здобуток, основою якого є синтаксис речення та тексту, що пов'язаний із морфологією, семантикою та прагмалінгвістикою.

Паралельно з інтенсивною дидактичною роботою вона проводила наукові дослідження. Вона навчала велику групу майстрів славістики та польського мовознавства не лише в Кракові, але й кілька років читала лекції в Катовицькому коледжі промоцій (сьогодні це Сілезький університет у Катовицях). Також два роки читала лекції у Франції. Під її керівництвом було написано низку докторських дисертацій, де вона висловлювала думки щодо докторських ступенів і професорських зв'язків майже у всіх польських мовних центрах. Була похована на Повонзківському цвинтарі у Варшаві (квартал 105, ряд 5, могила 25-26).

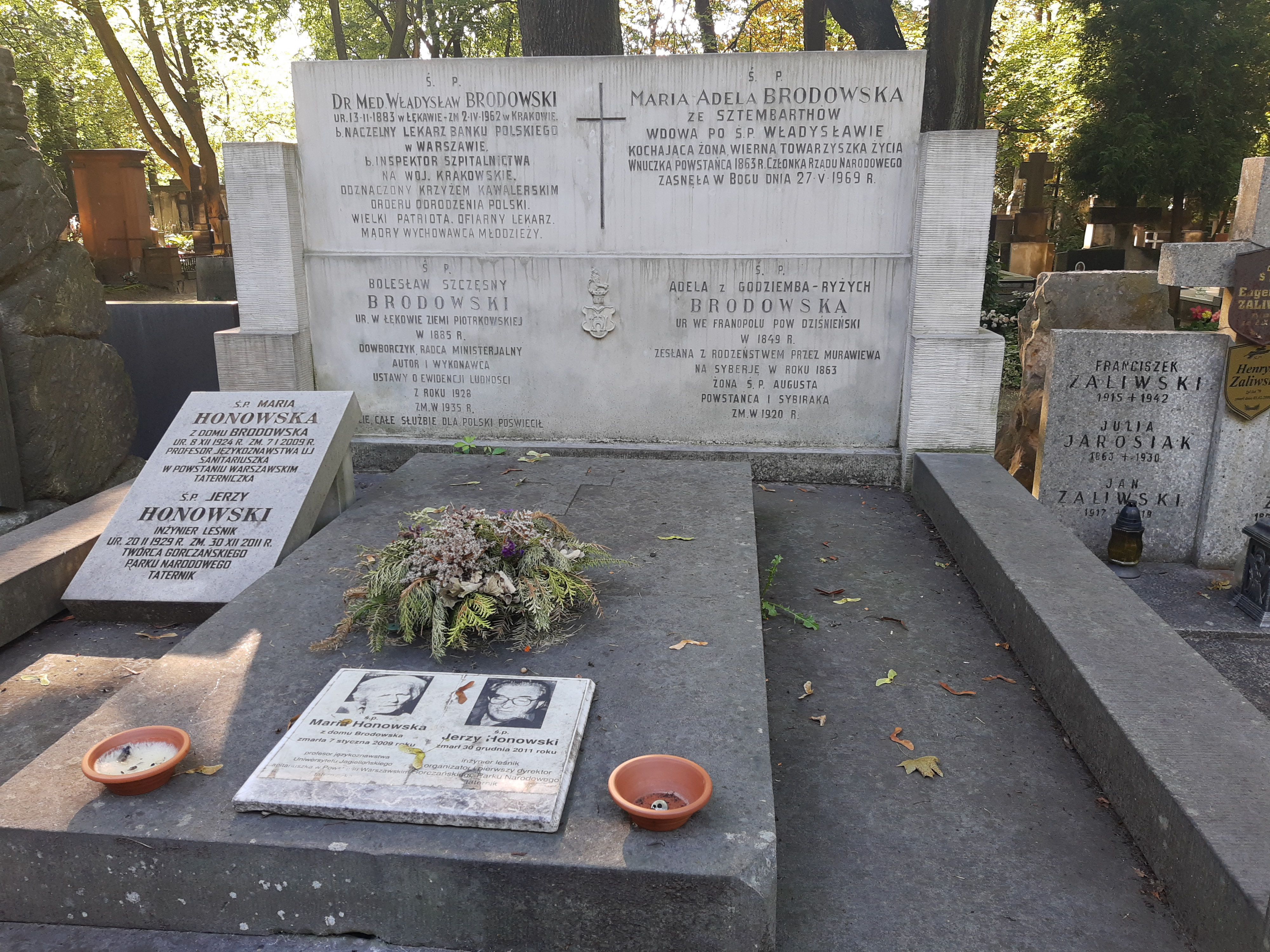
Могила Марії Гоновської на Повонзківському цвинтарі

## Публікації
- «Ewolucja metod polskiego słowotwórstwa synchronicznego: (w dziesięcioleciu 1967—1977)» (Національна бібліотека ім. Оссолінських, 1979 р., ISBN 8304004526)
- «Problemy historii fleksji słowiańskiej na tle nowszych ujęć synchronicznych» (Національна бібліотека ім. Оссолінських, Вроцлав, 1975 р.)
- «Słowotwórstwo przymiotnika w języku staro-cerkiewno-słowiańskim» (Національна бібліотека ім. Оссолінських, Видавництво ПАН, Вроцлав, 1960 р.)
- «Zarys klasyfikacji polskich derywatów» (Національна бібліотека ім. Оссолінських, Видавництво ПАН, Вроцлав, 1967 р.)